# Scheloribates robustus
Scheloribates robustus är en kvalsterart som beskrevs av Pletzen 1963. Scheloribates robustus ingår i släktet Scheloribates och familjen Scheloribatidae. Inga underarter finns listade i Catalogue of Life.